# Pericopsis elata
Pericopsis elata är en ärtväxtart som först beskrevs av Hermann August Theodor Harms, och fick sitt nu gällande namn av M.S.Knaap-van Meeuwen. Pericopsis elata ingår i släktet Pericopsis och familjen ärtväxter. IUCN kategoriserar arten globalt som starkt hotad. Inga underarter finns listade i Catalogue of Life.